# Liste von Kunstwerken im öffentlichen Raum in Witten
Die Liste von Kunstwerken im öffentlichen Raum in Witten gibt einen Überblick über Kunst im öffentlichen Raum, unter anderem Skulpturen, Plastiken, Landmarken und andere Kunstwerke in Witten, Ennepe-Ruhr-Kreis. Es besteht kein Anspruch auf Vollständigkeit.

## Kunstwerke in Witten
| Bezeichnung                       | Standort                                                      | Koordinaten                     | errichtet | Künstler                                        | Anmerkungen                                  | Bild |
| --------------------------------- | ------------------------------------------------------------- | ------------------------------- | --------- | ----------------------------------------------- | -------------------------------------------- | ---- |
| Böckchen                          | Stadtpark Witten                                              | 51° 25′ 57,1″ N, 7° 20′ 13,5″ O | 1959      | Clemens Pasch                                   | Nach Diebstahl durch eine Dublette ersetzt.  |      |
| Platzgestaltung                   | Kulturzentrum Saalbau                                         | 51° 26′ 2,8″ N, 7° 20′ 3,9″ O   | 1975      | Gerlinde Beck                                   | Stahl, Beton, Holz, Höhe: 530 cm             |      |
| Ohne Titel                        | Hauptfriedhof                                                 | 51° 27′ 12,2″ N, 7° 20′ 47,8″ O | 1960      | Ferdinand Spindel                               | Beton, Stahl, 250 × 850 × 50 cm              |      |
| Drei Plastiken im Raum            | Rasenfläche hinter dem Saalbau des Kulturforums, Bergerstraße | 51° 25′ 59,5″ N, 7° 20′ 2,3″ O  | 1975      | Volkmar Haase                                   | Edelstahl, Höhe: 272 cm, 450 cm und 252 cm   |      |
| Wegweisend (Menschen in Bewegung) | Kreisverkehr Herbede                                          | 51° 25′ 27,3″ N, 7° 16′ 54,7″ O | 2014      | Angelika Pietsch                                | Dreier-Gruppe Menschen aus Corten-Stahl      |      |
| Schneebesen                       | Kreisverkehr, Bergerstraße                                    | 51° 25′ 27,3″ N, 7° 16′ 54,7″ O | 1968      | Kurt Toni Neumann                               | Stahl                                        |      |
| Verantwortung Zukunft             | Kreisverkehr, Friedrich Ebert Straße Witten-Rüdinghausen      | 51° 27′ 5,9″ N, 7° 24′ 0,8″ O   | 2015      | Ren Rong, Atelier „M“                           | Corten-Stahl, Privatsammlung NRW             |      |
| Synagogen-Mahnmal                 | Breite Str./Synagogenstr.                                     | 51° 26′ 30,1″ N, 7° 19′ 51,1″ O | 1994      | Wolfgang Schmidt                                | Stahl                                        |      |
| Germania                          | Karl-Marx-Platz                                               | 51° 26′ 25,4″ N, 7° 19′ 49,8″ O | 1877      | Heinrich Klutmann                               |                                              |      |
| Esel                              | Eselsmarkt Hellweg/Oberkrone                                  | 51° 26′ 52,1″ N, 7° 19′ 16″ O   | 1992      | Bettina Thierig                                 |                                              |      |
| Säule                             | Märkisches Museum, Ruhrstraße                                 | 51° 26′ 2,9″ N, 7° 20′ 16,5″ O  | 1960      | Herbert Lungwitz                                | Stahl, wg. Umbau eingelagert                 |      |
| Tankstelle                        | Märkisches Museum, Ruhrstraße                                 | 51° 26′ 4,3″ N, 7° 20′ 16,4″ O  | 1960      | Herbert Lungwitz                                | Stahl, wg. Umbau eingelagert                 |      |
| Ein Paar für Witten               | Ruhrstraße                                                    | 51° 25′ 55,8″ N, 7° 20′ 7,7″ O  | 2003–2004 | Lutz Quambusch                                  |                                              |      |
| Sackträger-Brunnen                | Heilenstr.                                                    | 51° 26′ 17,8″ N, 7° 20′ 10,5″ O | 1912/1990 | Baur, Marmon, Buresch                           |                                              |      |
| Zwergenkönig Goldemar             | Meesmannstr./Vormholzer Str.                                  | 51° 25′ 25″ N, 7° 16′ 57,4″ O   | 2001      | Almut Rybarsch                                  |                                              |      |
| Küchenjunge                       | Meesmannstr./Vormholzer Str.                                  | 51° 25′ 25″ N, 7° 16′ 57,4″ O   | 2001      | Almut Rybarsch                                  |                                              |      |
| Waldplastik                       | Annener Berg                                                  | 51° 27′ 32,8″ N, 7° 22′ 36,8″ O | 1992      | Winfried Stuhlmann                              |                                              |      |
| Kubus                             | Hügel Schlachthofstr.                                         | 51° 26′ 39,6″ N, 7° 20′ 27,1″ O | 1996      | Harald Kahl                                     |                                              |      |
| Marktfrau                         | Marktplatz Witten-Annen, Stockumer Straße                     | 51° 26′ 55,3″ N, 7° 22′ 35″ O   | 1991      | Leo Janischowsky                                |                                              |      |
| Der Herzensgänger                 | Johannisstraße/Bonhoefferstraße                               | 51° 26′ 24,7″ N, 7° 20′ 19,5″ O | 1999      | Almut Rybarsch, Kerstin Czismowski              |                                              |      |
| Sparkassenbrunnen                 | Sparkasse Witten-Annen, Herdecker Straße                      | 51° 26′ 49,1″ N, 7° 22′ 33,7″ O | 1989      |                                                 |                                              |      |
| Radfahrer                         | Am Wander- und Radweg Rheinischer Esel                        | 51° 26′ 43,2″ N, 7° 22′ 34,3″ O |           |                                                 |                                              |      |
| Jahreslauf                        | Am Wander- und Radweg Rheinischer Esel                        | 51° 26′ 41,2″ N, 7° 22′ 25″ O   | 2014      | Studierende des Instituts für Waldorf-Pädagogik |                                              |      |
| Mini-Rathaus                      | Auf dem Vorplatz des Wittener Hauptbahnhofs                   | 51° 26′ 8,4″ N, 7° 19′ 49,2″ O  | 2021      | Egbert Broerken                                 | Tastmodell des Wittener Rathauses aus Bronze |      |